# Rivière le Renne
Pour les articles homonymes, voir Renne (homonymie).
La rivière le Renne est un tributaire de la rivière Yamaska, qui coule dans les municipalités de Maricourt, Sainte-Christine, Acton Vale, Saint-Nazaire-d'Acton, de Saint-Théodore-d'Acton, dans la municipalité régionale de comté (MRC) de Acton, sur la Rive-Sud du fleuve Saint-Laurent, en Estrie, au Québec, Canada.

## Géographie
Les principaux bassins versants voisins de la rivière le Renne sont :
- côté nord : rivière David, rivière Duncan ;
- côté est : rivière Saint-François ;
- côté sud : rivière Noire ;
- côté ouest : rivière Chibouet.

La rivière le Renne prend sa source au cours d'eau Rivard, dont l'embouchure est situé au nord-ouest du village de Maricourt.
Cours supérieur de la rivière (segment de 24,6 km)
À partir de sa tête, la rivière le Renne coule sur :
- 1,4 km vers l'ouest jusqu'à la route 222 ;
- 2,9 km vers l'ouest puis le nord-ouest, jusqu'à la confluence d'un ruisseau venant du nord-est ;
- 3,0 km vers le nord-ouest jusqu'à la route 222 ;
- 4,2 km vers le nord, en recueillant les eaux du cours d'eau Gardin (venant de l'ouest), jusqu'à la route ;
- 4,1 km vers le nord-ouest, jusqu'à la route 116 ;
- 4,1 km vers le nord-ouest, en recueillant les eaux du ruisseau Normand (venant de l'est) et le cours d'eau Dupuis (venant du sud), jusqu'à la voie de chemin de fer ;
- 4,9 km vers le nord-ouest, en recueillant les ruisseaux Normand, Dupuis, Gauthier, Landry, Lefebvre et Daigneault, jusqu'au ruisseau Courtemanche (venant du nord).

Cours inférieur de la rivière (segment de 23,4 km)
À partir de l'embouchure du ruisseau Courtemanche, la rivière devient plus large (jusqu'à son embouchure) et coule sur :
- 8,9 km vers l'ouest, en serpentant par segment, jusqu'au pont de la route 139, situé à l'est du village d'Acton Vale ;
- 8,0 km vers l'ouest, en traversant le village d'Acton Vale, jusqu'à un pont routier ;
- 2,8 km vers le nord-ouest, en serpentant par segment, jusqu'à l'embouchure de la rivière Duncan ;
- 3,7 km vers le sud-ouest, en zone agricole, jusqu'à son embouchure..

La rivière le Renne se déverse sur la rive nord de la rivière Noire.

## Toponymie
Jadis, ce cours d'eau était désigné rivière Moose.
Le toponyme « Rivière le Renne » a été officiellement inscrit le 5 décembre 1968 à la Commission de toponymie du Québec.